# Xukurú
El xukurú (Xucuru, Shukurú, Ichikile) és una llengua del Brasil extingida i poc certificada parlada pels xukurús. També es coneix com Kirirí, Kirirí-Xokó, Ichikile. Només es coneix per unes poques llistes de paraules i un esbós de Geraldo Lapenda (1962).
Originalment es parlava a la serra de São José i al riu Meio, riu Capibaribe i riu Taperoa als estats de Pernambuco i Paraíba. Loukotka (1968) informa de les ubicacions més recents com Serra do Ororubá i Cimbres.

## Classificació
Loukotka (1968) considera el xukurú com a part d'una petita família amb el paratió.

## Altres idiomes amb aquest nom
Xukuru-Kariri és una varietat del xokó, que pot ser una llengua kariri. El nom Kiriri és compartit amb el dzubukuá, un altre idioma kariri, i pel katembrí. El nom "Kiriri-Xoko" es comparteix amb una altra varietat de Xokó.

## Distribució
Geraldo Lapenda (1962) va informar que els xukuru es van trobar principalment als assentaments de Canabrava i Brejinho a l'"aldeia" de Cimbres, Pesqueira. També es poden trobar assentaments a Cajueiro, Ipanema Velho, Caldeirão, Jitó, Lagoa, Machado, Sitio do Meio, Riacho dos Afetos, Trincheiras, Bem-te-vi, Santana, i São José. Encara que tradicionalment els xukurú ocupaven Serra do Ororobá, també es podien trobar a d'altres municipis de Pernambuco com Caruaru, Brejo da Madre de Deus, Belo Jardim, Sanharó, Poção, Pesqueira, i Arcoverde.

## Fonologia

### Consonants
Consonants xukurú:
| p |   | t |   | k |   |
| b |   | d |   | g |   |
|   | f | s | ç |   | h |
|   | v | z |   |   |   |
| m |   | n |   |   |   |
|   |   | l |   |   |   |
|   |   | r | j |   |   |

### Vocals
Vocals xukurú:
| i     | u     |
| é [e] | ó [o] |
| ê [ɛ] | ô [ɔ] |
| a     |       |

El xukurú també té vocals nasalitzades. Lapenda (1962) transcriu les vocals nasalitzades com a Vn (vocal ortogràfica seguida de n).

## Morfologia
Els sufixos habituals a Xukuru inclouen -go, que forma verbs, adjectius i substantius, i -men, de significat incert.

## Vocabulari
Vocabulari xucurú de Pompeu (1958), citat de Curt Nimuendajú:
| Portuguès (original) | Anglès (traduït) | Xucurú   |
| -------------------- | ---------------- | -------- |
| homem                | man              | xenúpre  |
| mulher               | woman            | moéla    |
| fogo                 | fire             | intôa    |
| água                 | water            | teu      |
| pedra                | stone            | kébra    |
| cabeça               | head             | kreká    |
| orelha               | ear              | bandulak |
| bôca                 | mouth            | mãz      |
| nariz                | nose             | korõzá   |
| língua               | tongue           | izarágo  |
| dente                | tooth            | ciladê   |
| mão                  | hand             | kereké   |
| pé                   | foot             | poyá     |
| casa                 | house            | sek      |
| olho (olha)          | eye (see)        | pigó     |